# Robert Neiiendam
Robert Neiiendam (født 24. marts 1880 i København, død 26. september 1966) var en dansk skuespiller, teaterhistoriker og museumsleder; bror til Nicolai og Valdemar Neiiendam, gift med Sigrid Neiiendam.

## Liv og karriere
Slægten Neiiendam stammer fra den hollandske by Nieuwendam, og den indvandrede til Danmark før 1700. Navnet blev efterhånden "fortysket" til Neuendam, men efter 1864 fordansket til Neiiendam for at dens bærere ikke skulle forveksles med slesvigere.
Han blev født på Frederiksberg og gik i Frederiksberg Latin Skole. Derefter blev han sendt i boghandlerlære hos en boghandler på Gl. Kongevej. Han blev færdiguddannet i 1899 og blev ansat i en boghandel i Købmagergade som også drev forlag. Men hans interesse lå for teatret og han fik en chance da han fik mulighed for at læse med Herman Bang som var instruktør på Folketeatret og han optrådte første gang 28. november 1899 som Hans Olsen i Over Evne på dette teater og var i de følgende 20 år knyttet til de københavnske privatscener, Dagmarteatret undtaget, og optrådte som gæst på teatrene i Aarhus og Odense. Blandt hans roller var: violinisten i Trilby, anarkisten i Lynggaard og Go., adjunkten i Den mystiske Arv, Hjalmark Ekdal i Vildanden, professoren i Pygmalion, Tartuffe, Stensgaard i De Unges Forbund og professor Thygesen i Geografi og Kærlighed.
Tidligt havde han drevet grundige historiske studier, som han senere, vejledet af dr. Louis Bobé, supplerede med arkivforskning på det teaterhistoriske område, der siden Thomas Overskous dage var et ret uopdyrket felt. 1910 udsendte Neiiendam sin første afhandling i Historisk Tidsskrift om "Christian VII som Skuespiller"; 1911-12 udkom tobinds-værket Breve fra danske skuespillere og Skuespillerinder 1748-1864 med meget fyldige noter; 1914 fulgte Det danske Teaters vilkår i Nordslesvig 1864-1914, til hvilket emne forfatteren også havde praktisk erfaring, idet han 1907 blev bortvist som oplæser af de preussiske myndigheder; 1915 udgav han Scenen drager med en afhandling om grevinde Danner, grundet på ny arkivundersøgelser, der stillede hende i et retfærdigere lys; 1915-16 på tog Neiiendam sig en ny udgave i to bind af Overskou’s Af mit Liv med efterskrift og noter.
1917 vakte Johanne Luise Heiberg opmærksomhed og diskussion, idet forfatteren anlagde ny synspunkter blandt andet på grundlag af hendes breve til A.F. Krieger; 1918 udkom En Danserinde (Augusta Nielsen); 1919 Omkring Teatret og Folketeatrets Historie 1857-1908; 1920 Michael Wiehe og Frederik Høedt; 1921-22 de to første bind af Det kongelige Teaters Historie 1874-1922, et stort anlagt værk, der fortsætter Overskous Den danske Skueplads.
1922 kom Det kongelige Hofteater, udgivet i anledning af teatermuseets udvidelse og overflytning til det tidligere Hofteater ved Christiansborg. Dette foretagende gennemførtes på Neiiendams initiativ og under hans ledelse i 200-året for Skuepladsens oprettelse; 1923 endelig en redegørelse for prinsesse Charlottes forhold til Édouard du Puy under titlen Ungdom og Galskab.
Som foredragsholder omkring i landet har han vakt yderligere interesse for de personer, han har skildret.
Hans selvbiografi Robert Neiiendam fortæller udkom i 1953.
Han var Ridder af Dannebrog, Dannebrogsmand og modtog Ingenio et arti.